# Кондратово (Бабаевский район)
Кондратово — деревня в Бабаевском районе Вологодской области.
Входит в состав Центрального сельского поселения, с точки зрения административно-территориального деления — в Центральный сельсовет.
Расположена при впадении реки Попов ручей в Колошму. Расстояние по автодороге до районного центра Бабаево составляет 94 км, до центра муниципального образования деревни Киино — 5 км. Ближайшие населённые пункты — Гора, Калачево, Качалово, Пухтаево, Федьково, Шеино.
Население по данным переписи 2002 года — 5 человек.